# Nowosiółki (województwo pomorskie)
Nowosiółki – kolonia w Polsce, położona w województwie pomorskim, w powiecie człuchowskim, w gminie Człuchów, przy drodze krajowej nr 25. Wchodzi w skład sołectwa Kołdowo. 
| SIMC    | Nazwa   | Rodzaj        |
| ------- | ------- | ------------- |
| 0742983 | Zbrzyca | część kolonii |

W latach 1975–1998 kolonia administracyjnie należała do województwa słupskiego.